# گروس رودنسلبن
گروس رودنسلبن (به آلمانی: Groß Rodensleben) یک منطقهٔ مسکونی در آلمان است که در وانزلبن-وورده واقع شده‌است. گروس رودنسلبن ۱٬۱۲۱ نفر جمعیت دارد.